# Jānis Šmēdiņš
Jānis Šmēdiņš, född 31 juli 1987 i Kuldīga, är en lettisk beachvolleybollspelare.
Šmēdiņš blev tillsammans med Mārtiņš Pļaviņš olympisk bronsmedaljör i beachvolleyboll vid sommarspelen 2012 i London. Han har tillsammans med Aleksandrs Samoilovs vunnit FIVB Beach Volleyball World Tour tre gånger (2013, 2014 och 2016) och EM en gång (2015).